# Rugby a 15 ai Giochi della IV Olimpiade
Il torneo di rugby XV alle Olimpiadi estive 1908 consisté in un solo incontro.
Il Paese ospitante (la Gran Bretagna) era rappresentata dal Cornwall RFC.
I campioni in carica della Francia si ritirarono e così al torneo parteciparono solo due squadre: la Gran Bretagna e l'Australasia, rappresentata dalla nazionale australiana.
Teoricamente avrebbero potuto prendere parte al torneo olimpico di rugby tutte e quattro le rappresentative britanniche, vi prese però parte solo l'Inghilterra con la selezione della Cornovaglia. Benché fossero state invitate, né la rappresentativa della Nuova Zelanda né quella del Sudafrica presero parte al torneo. Una settimana prima dell'inizio dei Giochi la squadra francese si ritirò adducendo che non era in grado di presentare una squadra rappresentativa.
Rimasero solo la squadra inglese e quella australiana che si trovava in Europa per un tour continentale. Nell'unico incontro che si disputò secondo le regole del Rugby Union gli australiani confermarono il loro ruolo di favoriti sconfiggendo la squadra di casa con il punteggio di 32:3, non fu quindi assegnata la medaglia di bronzo.

## Risultato
| Londra 26 ottobre 1908 | Gran Bretagna | 3 – 32 | Australasia | White City Stadium |
| \| \| \| \| \| E. Jackett Barney Solomon Bert Solomon Dean Jose Wedge Davey R. Jackett Jones Wilson Tregurtha Lawrey Marshall Wilcocks Trevaskis \| Formazioni \| Carmichael Russell Carroll Hickey Smith McKivatt McCabe Griffen Barnett McCue Middleton Richards McArthur McMurtrie Craig \| |               | |             |                    |
| |               | |             |                    |
| E. Jackett Barney Solomon Bert Solomon Dean Jose Wedge Davey R. Jackett Jones Wilson Tregurtha Lawrey Marshall Wilcocks Trevaskis | Formazioni    | Carmichael Russell Carroll Hickey Smith McKivatt McCabe Griffen Barnett McCue Middleton Richards McArthur McMurtrie Craig |             |                    |

## Classifica finale
| Pos. | Nazione       |
| ---- | ------------- |
|      | Gran Bretagna |
|      | Australasia   |
|      | Non assegnata |